# Laute

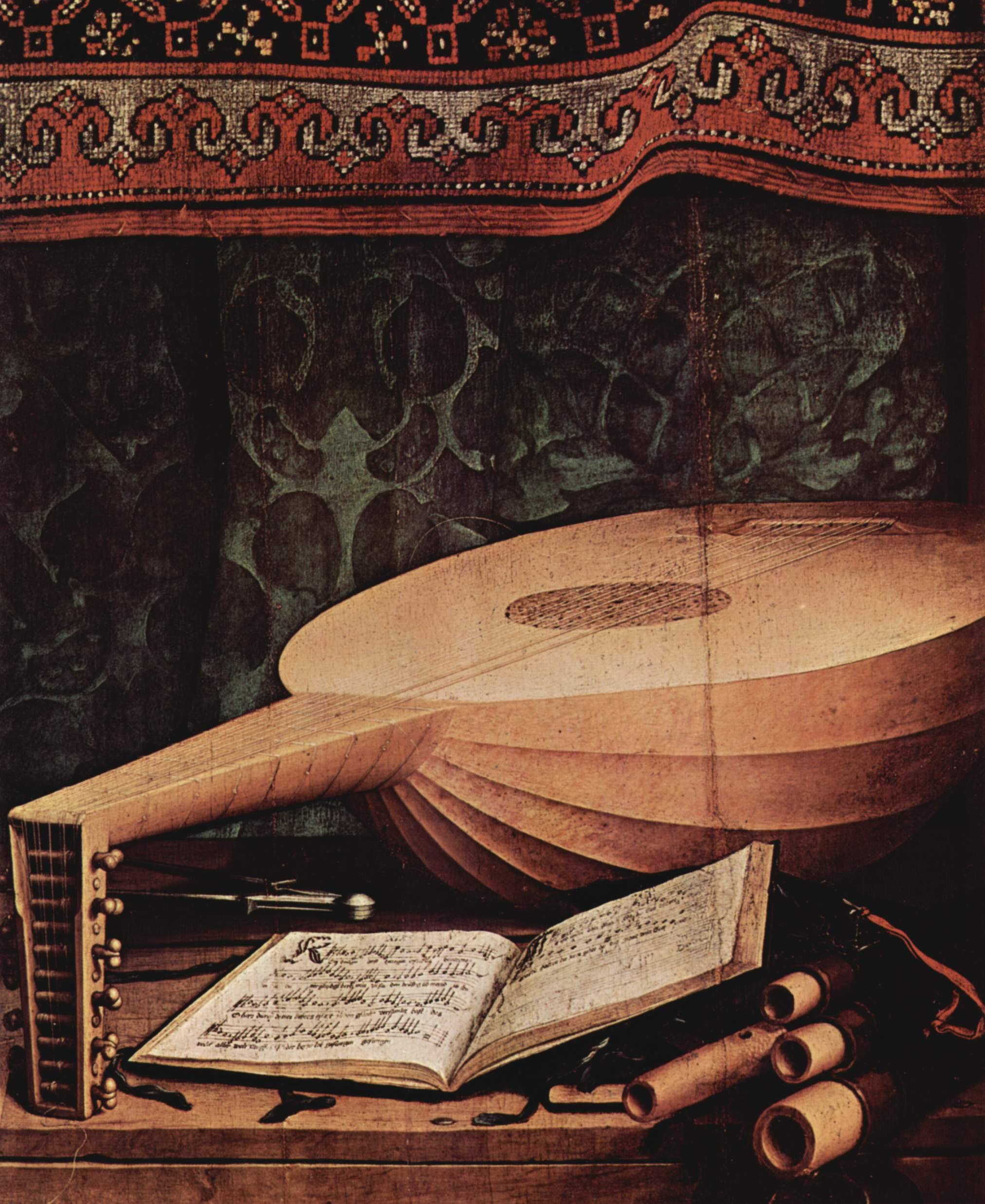
Laute mit einer gerissenen Saite, Ausschnitt aus Die Gesandten von Hans Holbein dem Jüngeren (1533)

Die Laute (über spätmittelhochdeutsch lūte von arabisch العود, DMG al-ʿūd ‚der Stab, das Holz, Laute‘) ist ein Zupfinstrument mit Korpus und angesetztem Hals sowie mit gleichlaufend zur Instrumentendecke verlaufenden Saiten. Als Laute im engeren Sinn bezeichnet man die aus der arabischen Kurzhalslaute Oud entstandene europäische Laute.
In der Musikinstrumentenkunde wird der Begriff Lauteninstrument (Laute im weiteren Sinne genannt) verwendet. Er bezeichnet nach der Hornbostel-Sachs-Systematik eine bestimmte Gruppe von Saiteninstrumenten. Der Lautenspieler wird als Lautenist, seltener Lautist, bezeichnet.

## Etymologie
Der Name Laute entstammt der arabischen Sprache. Arabisch al-ʿūd / العود bedeutet „das Holz“ (ursprünglich „Zweig“, „Rute“, „Stab“) und bezieht sich auf das Material des Instruments. Möglicherweise wurde ʿūd in frühislamischer Zeit für eine Laute mit einer hölzernen Decke und einem Korpus aus Holzlamellen zur Abgrenzung von der älteren Lautenform mizhar verwendet, deren dickwandiger Holzkorpus wie beim barbat mit Haut bespannt war. Diese von Henry George Farmer vertretene Ansicht wird durch die Feststellung relativiert, dass arabische Autoren des 10. Jahrhunderts die Bezeichnungen ʿūd, mizhar und barbat häufig synonym gebrauchten oder nach anderen Kriterien abgrenzten. Ibn Chaldūn bezeichnete im 14. Jahrhundert das zum Spiel des barbat verwendete Plektrum als ʿūd. Auf die in zwei frühen arabischen Lexika vorkommende Nebenbedeutung von ʿūd, „Schildkröte“, wies zuerst Rodolphe d’Erlanger (1930) hin. Dies stellt eine Verbindung her zum griechischen Wort für Schildkröte, chelys, womit in der Antike eine Leier mit Schildkrötenpanzer gemeint war, sowie zur literarischen Bezeichnung der Laute als Testudo, lateinisch für „Schildkröte“, etwa bei Georg Leopold Fuhrmann. In deutschsprachigen Lexika des 18./19. Jahrhunderts wird chelys dagegen mit Laute oder Geige gleichgesetzt.
Aus ʿūd mit dem davor stehenden Artikel al- wurde im Italienischen leuto / liuto, im Spanischen laúd (vgl. Laúd), im Portugiesischen alaude, im Französischen luth, im Englischen lute und im Deutschen Laute.

## Geschichte

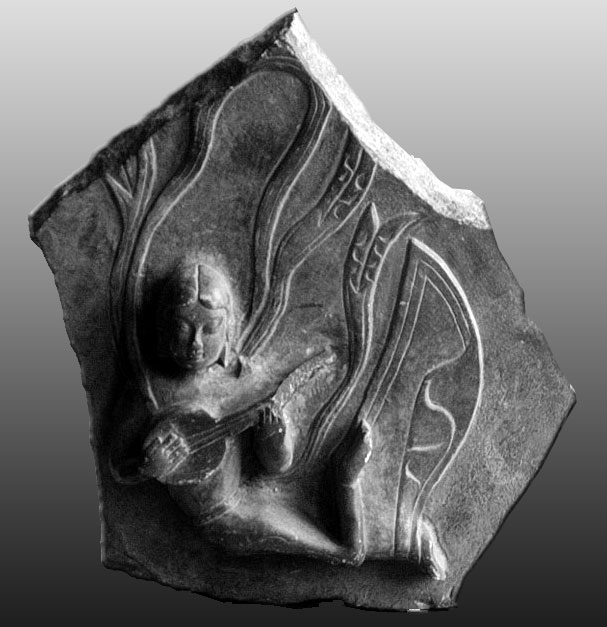
Chinesische Apsara mit Laute

Nicht eindeutig als Lautenspieler erkennbar sind zwei kleine Figuren auf Siegelabrollungen der Akkadzeit, die Mitte 24. bis Mitte 22. Jahrhundert v. Chr. datiert werden. Nachfolgend gibt es eine Lücke in der Überlieferung bis zu den ältesten eindeutigen Abbildungen von Lauten vom Anfang des 2. Jahrtausends v. Chr., die aus einem Gebiet von Nordsyrien bis Mesopotamien stammen. Die weite Verbreitung der Darstellungen auf dem Gebiet des Fruchtbaren Halbmondes spricht dafür, dass Lauteninstrumente bereits zuvor zur Kultur der dortigen Nomadenvölker gehörten. Außerhalb der mesopotamischen Ursprungsregion taucht die Laute im Alten Ägypten zur Zeit der Hyksos (ca. 1650 bis 1550 v. Chr.) auf und verbreitete sich von dort zunächst nach Süden. Aus Ägypten erhalten sind u. a. Schalenspießlauten, die mit Plektren gespielt wurden. Bei der Spießlaute besteht der Saitenträger aus einem einfachen Stiel, der durch einen Resonanzkörper aus Holz, eine Kalebasse oder z. B. einen Schildkrötenpanzer hindurchgesteckt oder lediglich in den Resonanzkörper hineingesteckt wird, ohne an der gegenüberliegenden Seite auszutreten.
In den ersten nachchristlichen Jahrhunderten wurden im indischen Raum neben der Bogenharfe vina die ersten Lauteninstrumente verwendet, deren Namen zur damaligen Zeit nicht eindeutig bekannt sind. Eine mögliche Bezeichnung könnte kacchapi gewesen sein. Das Wort lebt als hasapi, kacapi, kulcapi oder ähnlich für Lauteninstrumente oder zur Zithern in Südostasien weiter.
Die auf Persisch setar („Dreisaiter“) genannte Langhalslaute geht vielleicht auf altindische Vorbilder zurück. Die indische sitar wird als späte Entwicklung aus Langhalslauten angesehen, die ab dem 9./10. Jahrhundert in indischen Tempelreliefs zu sehen sind, und mit mogulzeitlichen Einflüssen aus Persien und Zentralasien in Verbindung gebracht. Die oud, eine Knickhalslaute, kann als Vorläufer der europäischen Lauten angesehen werden. Das Instrument entwickelte sich aus der im 9. Jahrhundert in Persien verbreiten Form der Laute, dem barbat. Von dort übernahmen möglicherweise auch die Chinesen um das 4. Jahrhundert n. Chr. die heute als pipa bekannte Schalenhalslaute.

Füssener Laute von Petrus Hellmer aus dem Jahr 1614 im Museum für Kunst und Gewerbe Hamburg

Nach Europa kamen Vorformen der europäischen Laute möglicherweise durch Kreuzfahrer. Vielleicht fand sie ihren Weg nach Mitteleuropa auch schon früher über das maurische Spanien (arabische Musikinstrumente wie die oud gelangten von Damaskus, Bagdad und Medina nach Córdoba oder auf dem Weg durch das an Persien grenzende byzantinische Reich). In Europa erhielt sie Bünde und Darmsaiten und wurde statt mit dem Plektrum etwa ab 1500 mit den Fingern gespielt.
Während der Renaissance galt die Laute als Königin der Instrumente. Die ältesten noch erhaltenen Lauten stammen aus der Zeit um 1500. Die Laute hatte den praktischen Vorteil, dass sie ein leicht transportierbares Fundamentinstrument war. Im 17. Jahrhundert nahm ihre Bedeutung allmählich ab. Im 18. Jahrhundert wurden die Barocklaute und andere Lauteninstrumente wie Mandora, Theorbe und Angélique schließlich von anderen Saiten- und Tasteninstrumenten verdrängt, bis sie zur Zeit der Romantik durch die Gitarre ersetzt wurde.
Ein später Erbe der Entwicklung, die Gitarrenlaute, war im frühen 20. Jahrhundert unter den Wandervögeln und in der Jugendmusikbewegung beliebt. Mit der Wiederentdeckung der Alten Musik erfuhr auch die Laute in ihren verschiedenen Formen während des 20. Jahrhunderts eine Wiederbelebung. Um 1920 versuchte der Sänger und Gitarrenlehrer Oswald Rabel (* 1876) eine „Groß-Terz-Harfenlaute“ mit sieben Griffbrettsaiten (gestimmt G-H-es-g-h-es'-g') und zehn freischwebenden Basssaiten (chromatisch gestimmt) einzuführen. Es finden Festivals statt, um das Interesse am Lautenspiel zu wecken und Künstler vorzustellen, so das seit 1996 von der Deutsche Lautengesellschaft veranstaltete Internationale Festival der Laute in Deutschland und der Schweiz.

## Instrumentenkunde

### Konstruktion

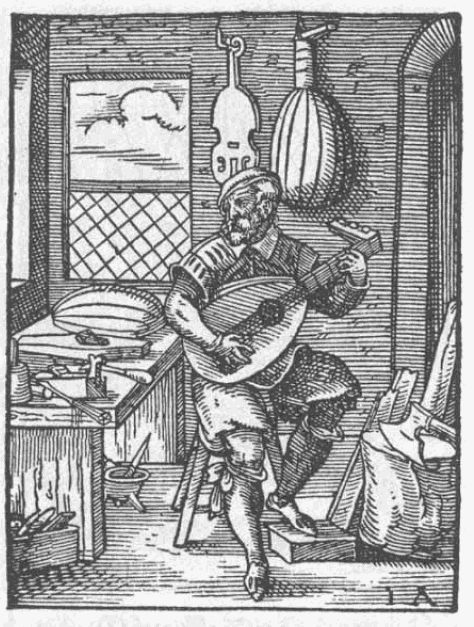
Lautenmacher aus dem Ständebuch von Jost Amman und Hans Sachs (1568)

Charakteristisch für die Laute ist der aus mehreren Holzspänen tränenförmig zusammengesetzte Schallkörper („Muschel“). Verwendung findet neben Obstbaumhölzern (Pflaume, Birne, Kirsche) besonders Ahornholz. Auch Blumenesche, Eibenholz, Palisander, Ebenholz, Schlangenholz und Elfenbein wurden im 16. bis 18. Jahrhundert in Europa für die Späne benutzt. Die Decke besteht meist aus Fichtenholz und ist im Inneren der Laute durch mehrere Balken unterteilt. Der Hals ist mit der Muschel und dem Holzklotz unter der Decke so verleimt, dass Griffbrett und Decke in einer Ebene liegen. In die Decke ist eine Rosette hineingeschnitzt („Stern“). Zwischen Rosette und unterer Deckenkante ist der Saitenhalter aufgeleimt („Steg“, „Riegel“). Am oberen Ende des Halses ist der Wirbelkasten angeleimt, der nach hinten abgewinkelt ist und zur Kategorisierung als Knickhalslaute führt. Die Erbauer von Lauten werden Lautenbauer (früher auch Lautenmacher) genannt.

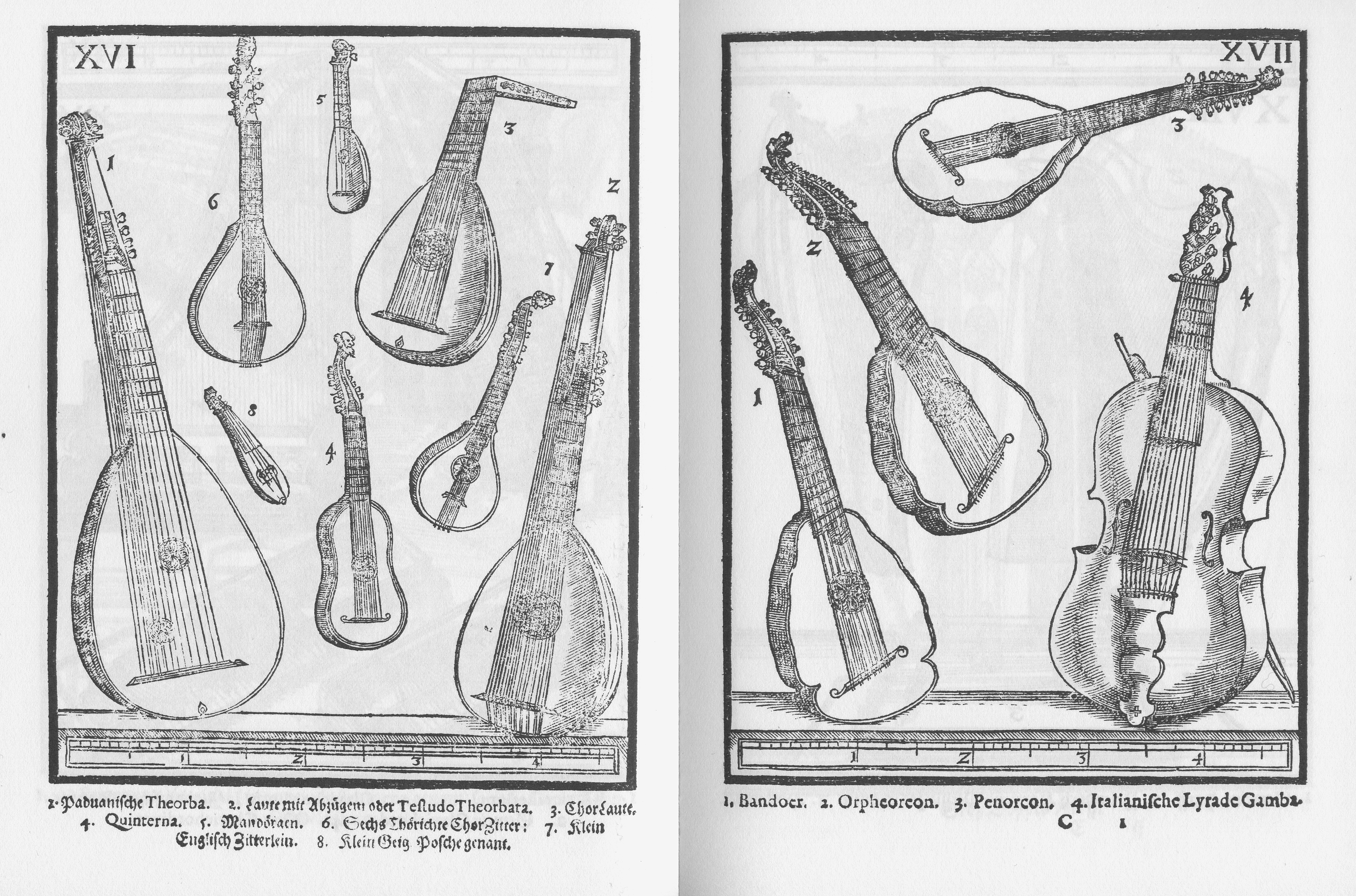
Syntagma musicum von Michael Praetorius. Links, Blatt XVI

Etwa ab 1600 entstanden Formen der Laute mit vermehrter Saitenzahl, verlängertem Hals und zweitem Wirbelkasten, an dem zusätzliche Basschöre angebracht waren, sogenannte theorbierte Lauten (Arciliuto, Liuto attiorbato, Theorbe, Angelica, deutsche Barocklaute mit Schwanenhals). Manche dieser neuen Lauten wurden besonders für den Generalbass verwendet (Arciliuto, Theorbe).

### Saiten
Lautensaiten wurden während Renaissance und Barock aus Schafdarm hergestellt. Michael Praetorius berichtet 1618 auch vom Gebrauch von Stahl- und Messingsaiten für Laute und Theorbe. Von Spielern der Gegenwart werden vielfach Saiten aus Kunststoff benutzt.
Lauten werden mit Saitenpaaren, so genannten Chören, besaitet. Der erste Chor (Chanterelle) besteht jedoch – im Gegensatz zur Mehrzahl der überlieferten Instrumente – heute nur aus einer Saite. Bei der Barocklaute sind oft der erste und der zweite Chor einzelne Saiten. Das tiefste Saitenpaar wurde als Groß-Brummer bezeichnet.
Bis 1500 hatten Lauten vier oder fünf, danach zunächst sechs Chöre. Etwa ab 1600 wurden sieben und mehr Chöre verwendet. Die Zahl stieg bis ca. 1640 bis auf zwölf Chöre. Etwa um 1720 wurde die Saitenzahl auf dreizehn Chöre erweitert.

### Saitenstimmung
Bis zum Ende des 15. Jahrhunderts war in Italien noch die fünfchörige Laute in Gebrauch. Die sechs- bis siebenchörige Renaissancelaute steht in Terz-Quart-Stimmung (vor 1550 im Allgemeinen die Intervalle Quart – Quart – große Terz – Quart – Quart), also z. B. e′ – h – fis – d – A – E (oder g′ – d′ – a[is] – f – c – G – F bei der Tenorlaute; in Deutschland auch a′ – e′ – h – g – d – A). Die absolute Tonhöhe war jedoch zunächst nicht festgelegt. In zeitgenössischen Lehrwerken (so Martin Agricola 1528 auf Seite 83 seiner Musica instrumentalis) wird oft empfohlen, die höchste Lautensaite (die Chanterelle) einfach so hoch wie möglich zu stimmen. Je noch Stimmlage wurden die Saiten beispielsweise (bei Ottaviano Petrucci) mit Contrabasso, Bordone, Tenore, Mezzana, Sottana und Canto bezeichnet.
Im 16. Jahrhundert bestand der vierte, fünfte und sechste Saitenchor meist aus Grundton und Oktavsaite. Auch die ab 1600 hinzugefügten Basschöre waren in Oktaven gestimmt.
Bei siebenchörigen Lauten war der 7. Chor einen Ganzton oder eine Quarte tiefer als der 6. Chor gestimmt. Bei achtchörigen Lauten ist der 7. Chor einen Ganzton und der 8. Chor eine Quarte tiefer als der 6. Chor gestimmt, bei der zehnchörigen Laute werden die Saiten vom sechsten Chor an diatonisch absteigend angeordnet. Bei Stimmung der Laute in G wäre die Stimmung des 7. bis 10. Chores also: F – E – D – C. Je nach der Tonart des Stückes konnten die Basssaiten (mittels „Abzug“) umgestimmt werden.
Etwa ab 1620 experimentierten französische Lautenisten mit neuen Stimmungen der Lautensaiten (René Mézangeau, Pierre Gaultier). Um die Mitte des Jahrhunderts begann die so genannte d-Moll-Stimmung sich auf der Barocklaute durchzusetzen. Die d-Moll-Stimmung erschien zuerst in zwei Drucken des Jahres 1638, nämlich beim Verleger Ballard (Paris) und bei Pierre Gaultier (Rom).

### Spielweise
Bis ins 15. Jahrhundert wurde die Laute wie der arabische Oud mit einem Plektrum angeschlagen, das in der Regel aus einem starken Vogelfederkiel bestand.
Um 1500, erstmals 1484 bei Johannes Tinctoris beschrieben, entwickelten die Lautenisten die Spieltechnik mit den Fingern, durch die ein polyphones Spiel möglich wurde. Bei dieser, in Lehrwerken von Hans Judenkönig ab 1511 und Lautenbüchern des 16. und 17. Jahrhunderts beschriebenen Technik werden Läufe mit Daumen und Zeigefinger der rechten Hand gespielt – einer Technik, die aus dem Plektrumspiel entwickelt wurde – während Akkorde mit Daumen, Zeige-, Mittel- und Ringfinger der rechten Hand angeschlagen werden. Die Finger der rechten Hand werden dabei parallel zu den Saiten gehalten, während der kleine Finger – wie bereits früher beim Plektrumspiel – auf der Decke ruht. Diese Technik wird heute oft „Daumen-innen-Technik“ genannt, weil der Daumen in die Richtung des Handinneren schlägt bzw. sich unterhalb des Zeigefingers befindet.

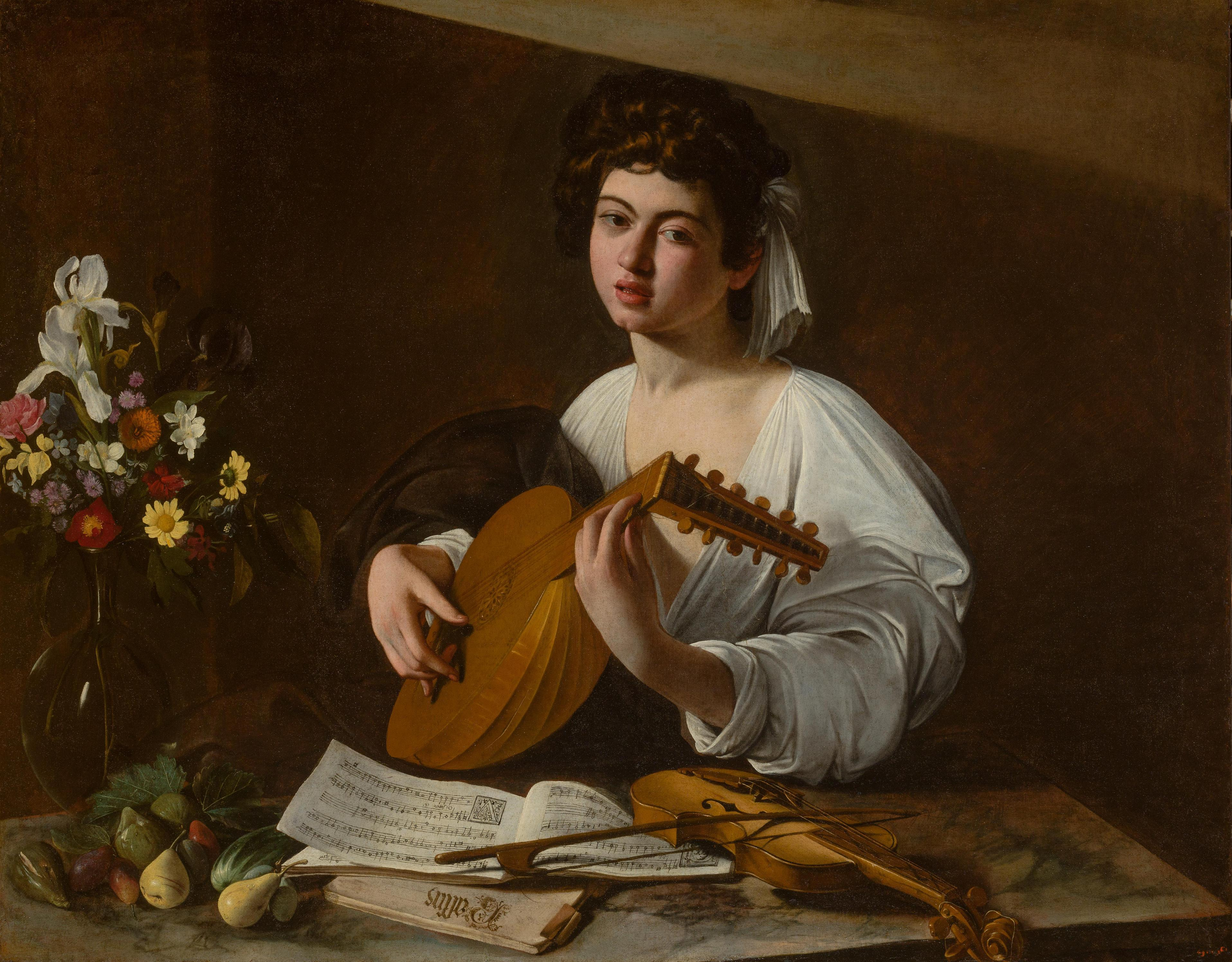
Caravaggio: Der Lautenspieler (um 1595), Laute mit defektem Korpus

Aufgrund der lebhafteren Bassführung in der Musik der späten Renaissance und der Barockzeit entwickelten die Lautenisten um 1600 für die rechte Hand die sogenannte „Daumen-außen-Technik“. Der kleine Finger wird weiterhin als Stützfinger verwendet, aber die Hand wird so gedreht, dass die Finger beinahe in rechtem Winkel die Saiten berühren, während der ausgestreckte Daumen nun vor allem die Basssaiten bedient und das Handgelenk nicht bewegt wird.

## Lautenmusik
Mittelalterliche Abbildungen zeigen die Laute im Ensemble mit Streichinstrumenten und der Harfe.
Am Beginn der schriftlichen Überlieferung ihrer Musik (Francesco Spinacino, Intabulatura de Lauto, Venedig 1507) stehen neben Tabulaturen vokaler Musik und instrumentaler Tanzmusik bereits selbständige, instrumental komponierte Solostücke (Ricercar). Die Emanzipation der Instrumentalmusik, zum Teil von anonymen Komponisten hinterlassen, führte bei der Laute zur Schaffung freier Formen wie Toccata, Fantasie, Präambulum, Präludium.
Um 1600 erlebte das elisabethanische Lautenlied eine Blüte (John Dowland). Ihm folgte eine Blüte des französischen Air de court, bei dem die Laute zunächst die selbständige instrumentale Begleitung des Gesanges übernimmt (Gabriel Bataille, Nicholas Lanier), eine Rolle, welche ihr jedoch im Verlauf des 17. Jahrhunderts zunehmend durch die Theorbe abgenommen wurde (Monodie).
Von der Mitte des 17. Jahrhunderts an dominiert der Einfluss französischer Lautenisten in Europa (René Mézangeau, Ennemond Gaultier, François Dufault u. a.). Sie komponierten vornehmlich rein instrumentale, stilisierte Tanzsätze und bildeten den lautenistischen Stil der gebrochenen Melodie aus (style luthé), der zunächst auch von Clavecinisten wie Johann Jakob Froberger, Louis Couperin, Nicolas Antoine Le Bègue nachgeahmt wurde.
Der französische Stil wurde um 1700 in Schlesien, Böhmen und Österreich zunehmend mit kantablen Elementen versetzt (Esaias Reusner, Losy), bis schließlich Silvius Leopold Weiss, bekanntestes Mitglied einer deutschen Lautenistenfamilie, die Lautenmusik in italienischem Stil ein letztes Mal auf den Gipfel der Kunst führte. Nach ihm führte die Laute bis in die Vorklassik (zwischen 1720 und 1780) nur mehr ein Schattendasein.
Musik für Laute wurde vom 15. bis zum 18. Jahrhundert in Form der Tabulatur notiert. Spätere Ausgaben in Notenschrift zeigen die Laute als sogenanntes transponierendes Instrument, da die Notierung eine Oktave höher erfolgt als das Instrument klingt.
Danach wurden fast keine Werke mehr für die (europäische) Laute geschrieben, auch wenn es bis in die neueste Zeit gelegentlich Kompositionen für das Instrument gab.
Weitere namentlich bekannte Komponisten oder Herausgeber von Lautenmusik bzw. auf Lauteninstrumenten vorgetragener Musik von etwa 1500 bis 1754 waren aus Deutschland Hans Gerle, Hans Neusidler und Elias Mertel. aus Frankreich Pierre Attaingnant und François Campion; aus Italien Fabritio Caroso und Cesare Negri; aus Polen Albert Długoraij; aus Ungarn Valentin Bakfark, aus Spanien Alonso Mudarra, Luis de Narváez, Enríquez de Valderrábano und Lucas Ruiz de Ribayaz. im 17. Jahrhundert aus England Henry Purcell (senior), Peter Lee of Putney, Robert Woodward, Jeremiah Clarke, William Babel und Edward Wormall, William Ballet; im 18. Jahrhundert aus Deutschland Johann Friedrich Fasch und der gebürtige Österreicher Wolff Jakob Lauffensteiner (1676–1754); in Österreich auch Joseph Haydn.

## Lautenisten des 20. und 21.Jahrhunderts
Im Gefolge des zunehmenden Interesses an Alter Musik und ihrer historischen Aufführungspraxis kam es in den ersten Jahrzehnten des 20. Jahrhunderts zu einer Wiederbelebung des Lautenspiels, das in Deutschland insbesondere von Hans Dagobert Bruger (1894–1932) und in England von Diana Poulton (1903–1995) initiiert wurde. In deren Nachfolge gelang es Lautenisten wie Eugen M. Dombois (1931–2014), Hopkinson Smith (* 1946) und Konrad Junghänel (* 1953), das Instrument als fester Bestandteil der Aufführungspraxis historischer Werke zu etablieren.

## Lautenbauer

### 15.Jahrhundert
- Conrad Gerle (1440–1521), Nürnberg
- Hans Frei (1450–1523), Nürnberg und Bologna
- Laux Maler (1485–1552 ?), Füssen und Bologna

### 16.Jahrhundert
- Hans Gerle (um 1500–1554), Nürnberg
- Caspar Tieffenbrucker (1514–1571), Füssen, Lyon, Bologna und Roßhaupten
- Wolfgang Wolff (um 1515–1570), Füssen
- Wendelin Tieffenbrucker (auch Vendelio Venere, vor 1551–nach 1611), Padua und Venedig
- Magnus Tieffenbrucker (1580–1631), Venedig
- Michael Hartung (vor 1593–nach 1640), Padua, Roßhaupten und Venedig
- Magnus Lang (vor 1599–nach 1618), Neapel und Padua (Italien)

### 17.Jahrhundert
- Hans Angerer (1620–1650), Füssen und Turin
- Matthias Alban (1634–1712), Tirol
- Joachim Tielke (1641–1719), Hamburg
- Johann Schorn (1658–1718), Salzburg
- Andreas Ferdinand Mayr (1693–1764), Salzburg

### 18.Jahrhundert
- Leopold Widhalm (1722–1776), Nürnberg

### 19.Jahrhundert
- Anton Jirowsky (1877–1941), Wien (Österreich)

### 20.Jahrhundert
- Hans Henning Jordan (1905–1979), Markneukirchen/Vogtland (Deutschland)
- Stephen Gottlieb (1945–2014), London (Großbritannien)
- Jacob Jan van de Geest (1924–1985), Vevey – Le Mur Blanc (Kanton Waadt/Schweiz)
- Luc Breton (* um 1950), Écublens bei Lausanne (Schweiz)
- Robert Lundberg (1948–2001), Portland/Oregon (USA)

## Heraldik
Eine Laute ist auf dem Wappen von Tegkwitz dargestellt.